# Your Witness (série de televisão)
Your Witness é um programa americano dramatizado no tribunal que foi ao ar na rede ABC de 19 de setembro de 1949 a 26 de setembro de 1950. O programa de 30 minutos foi ao ar pela primeira vez às segundas-feiras às 20h no horário local, depois mudou para domingos às 21h, e acabou nas quartas-feiras às 21h. Era baseado em casos da vida real.
Edmund Lowe estrelou o programa, que se originou em Chicago. A atriz Vivi Janiss fez sua estreia na televisão na série no episódio de 1949 intitulado "Murder on the Menu".
Your Witness foi nomeado para um prêmio Emmy de melhor show ao vivo em 1950.